# فرودگاه کمپو مارته
فرودگاه کمپو مارته (به انگلیسی: Campo de Marte Airport) (به زبان بومی: Aeroporto Campo de Marte) یک فرودگاه همگانی و نظامی مسافربری است که یک باند فرود آسفالت دارد و طول باند آن ۱۶۰۰ متر است. این فرودگاه در شهر سائوپائولو کشور برزیل قرار دارد و در ارتفاع ۷۲۲ متری از سطح دریا واقع شده‌است.